# Ciboneya antraia
Ciboneya antraia är en spindelart som beskrevs av Huber och Pérez 200. Ciboneya antraia ingår i släktet Ciboneya och familjen dallerspindlar.
Artens utbredningsområde är Kuba. Inga underarter finns listade i Catalogue of Life.